# Scorpaenopsis macrochir
Poisson-scorpion flamme
Espèce
Scorpaenopsis macrochir, communément nommé Poisson-scorpion flamme, est une espèce de poisson marin benthique de la famille des Scorpaenidae. 

## Description
Le poisson-scorpion flamme est un poisson de petite taille mesurant en moyenne 10 cm et pouvant atteindre 13 cm de long.
Avec sa tête massive et son corps trapu, il peut être confondu avec le Faux poisson-pierre (Scorpaenopsis diabolus). Sa particularité physique distinctive, outre la bosse à l'arrière de la tête commune aux deux espèces, est une surface de peau sans éléments de camouflage plus importante laissant voir les écailles. Par ailleurs, un masque d'excroissances diverses lui couvre souvent en partie les yeux. Il se maintient sur le substrat et se déplace avec ses nageoires pectorales au revers rayé de bandes noires, orange et jaunes. Les rayons de sa nageoire dorsale sont venimeux.
La coloration du Scorpaenopsis macrochir peut être un autre moyen d'identifier l'espèce, tant ses teintes peuvent être vives (jaune, orange, bleu/vert, blanc).

## Distribution et habitat
L'espèce fréquente les eaux tropicales et subtropicales de la partie occidentale de l'océan Pacifique jusqu'aux îles océaniques du centre de ce même océan. 
Profondeur de 1 m à 70 m. Cette espèce apprécie les fonds limoneux, rocheux et détritiques.

## Alimentation
Le Poisson-scorpion flamme se nourrit de poissons et de crustacés passant à sa portée.

## Comportement
Benthique, nocturne,solitaire, il chasse à l'affût en attendant le passage de ses proies potentielles.

## Sources bibliographiques
- (en) Andrea & Antonnella Ferrari, Macrolife, Nautilis publishing, 2003 (ISBN 983-2731-00-3)
- Ewald Lieske et Robert Myers, Guide des poissons des récifs coralliens, Delachaux et Niestlé, 1995 (ISBN 2-603-00982-6)
- Andrea & Antonnella Ferrari, Récifs coralliens, Delachaux et Niestlé, 2000 (ISBN 9-782603-014851)